# John Wayne
Marion Robert Morrison (26 tháng 5 năm 1907 – 11 tháng 6 năm 1979), thường được biết đến với nghệ danh John Wayne và biệt danh Duke, là một nam diễn viên và nhà làm phim người Mỹ, một biểu tượng văn hóa đại chúng nhờ các vai diễn trong những bộ phim điện ảnh ra đời vào Kỷ nguyên Vàng của Hollywood, đặc biệt là hai dòng phim Viễn Tây và chiến tranh. Sự nghiệp của ông thăng hoa từ kỷ nguyên phim câm của thập niên 1920 thông qua trào lưu New Hollywood; ông xuất hiện trong tổng cộng 179 tác phẩm điện ảnh và truyền hình. Ông nằm trong số những diễn viên có doanh thu phòng vé phim cao nhất trong ba thập kỷ, và hiện diện cùng nhiều ngôi sao Hollywood quan trọng khác trong kỷ nguyên của mình. Năm 1999, Viện phim Mỹ lựa chọn Wayne là một trong những nam minh tinh điện ảnh vĩ đại nhất của nền điện ảnh Mỹ thời hoàng kim.
Wayne sinh ra ở Winterset, Iowa nhưng lớn lên ở miền Nam California. Ông đánh mất học bổng bóng bầu dục vào Đại học Nam California do bị tai nạn lướt sóng, và bắt đầu làm việc cho Tập đoàn điện ảnh Fox. Ông chủ yếu đóng các vai phụ, ông có vai chính đầu tiên trong phim Viễn Tây The Big Trail (1930) của Raoul Walsh - một bộ phim sử thi chiếu trên màn ảnh rộng thất bại về mặt doanh thu. Ông thủ vai chính trong nhiều phim hạng B ở thập niên 1930, đa số là phim Viễn Tây mà vẫn chưa thể trở thành một tên tuổi lớn. Phải đến phim Stagecoach (1939) của John Ford thì Wayne mới trở thành một ngôi sao điện ảnh, ông đóng vai chính trong tổng cộng 142 tác phẩm điện ảnh. Theo một người viết tiểu sử về ông: "đối với hàng triệu người, John Wayne là hiện thân di sản biên giới của quốc gia."
Các vai diễn trong những bộ phim Viễn Tây khác của Wayne gồm có một người chăn nuôi trâu bò trên Đường mòn Chisholm trong Red River (1948), một cựu binh Nội chiến có cháu gái bị một bộ tộc người Comanche bắt cóc trong The Searchers (1956), một chủ trại nuôi gia súc gặp khó khi chạm trán với một vị luật sư (James Stewart) để tranh giành trái tim của một phụ nữ trong The Man Who Shot Liberty Valance (1962), và một vị cảnh sát trưởng chột một mắt khó tính trong True Grit (1969). Vai diễn trong True Grit đã đem về cho ông giải Oscar cho nam diễn viên chính xuất sắc nhất. Ông còn được ghi nhớ với những vai diễn trong các phim The Quiet Man (1952), Rio Bravo (1959) với Dean Martin và The Longest Day (1962). Trong vai diễn màn ảnh cuối cùng, ông hóa thân thành một tay súng cao tuổi chống chọi với căn bệnh ung thư trong The Shootist (1976). Ông có lần xuất hiện cuối cùng trước công chúng tại lễ trao giải Oscar được tổ chức vào ngày 9 tháng 1 năm 1979, để rồi sau đó hai tháng phải chống chọi với căn bệnh ung thư dạ dày. Ông đã được truy tặng Huân chương Tự do Tổng thống, tước hiệu công dân cao quý nhất của Hoa Kỳ.

## Thân thế

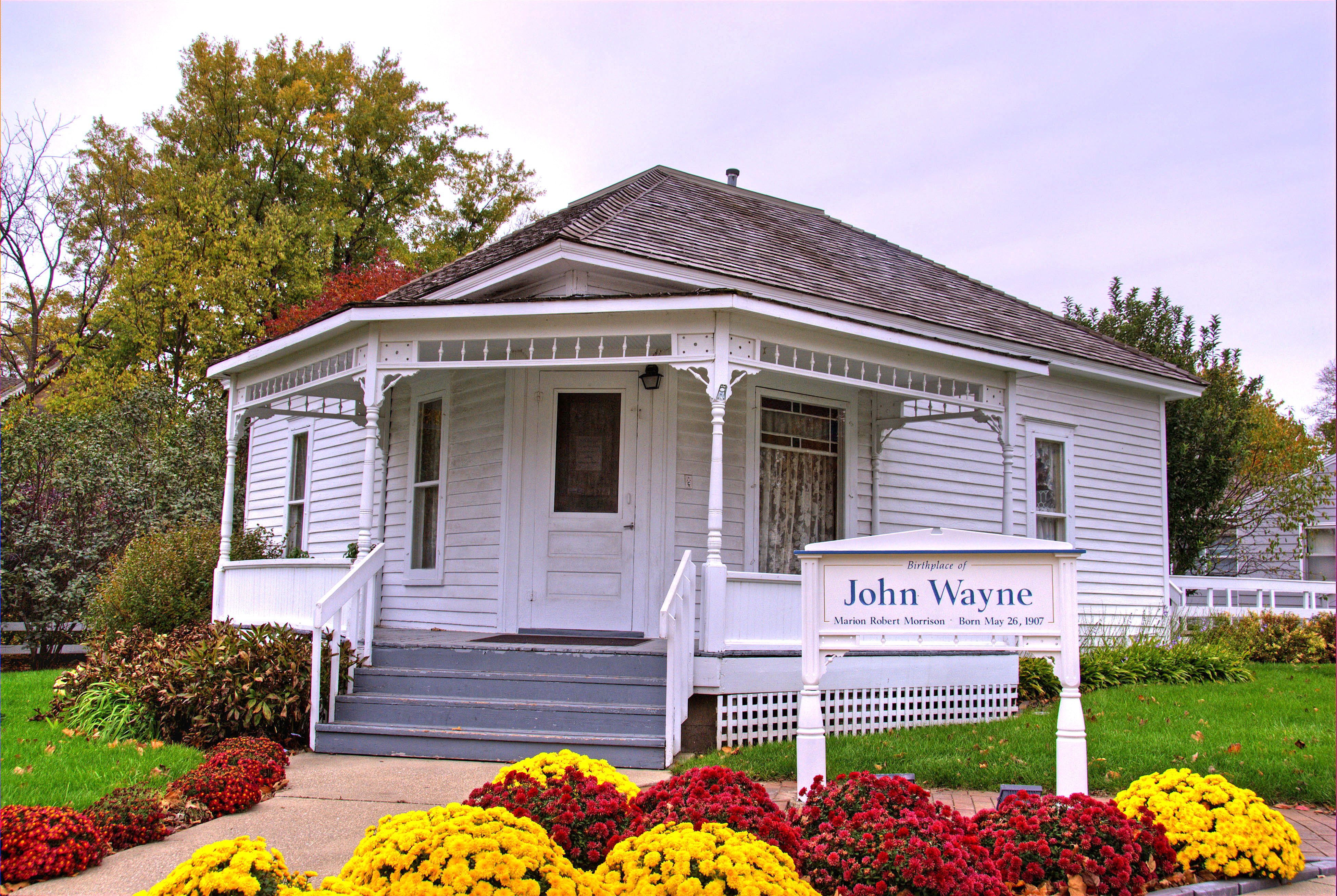
Căn nhà ở Winterset, Iowa, nơi Wayne chào đời vào năm 1907.

Wayne có tên khai sinh là Marion Robert Morrison, chào đời ngày 26 tháng 5 năm 1907 tại căn nhà số 224, phố South Second ở Winterset, Iowa. Ấn phẩm địa phương Winterset Madisonian đưa tin trên trang 4, số báo ngày 30 tháng 5 năm 1907 rằng Wayne nặng 13 lbs. (khoảng 6 kg.) lúc mới sinh. Wayne tuyên bố rằng tên đệm của ông từ lâu đã được đổi từ Robert sang Michael khi cha mẹ ông quyết định đặt tên con tiếp theo của họ là Robert, song những nghiên cứu chuyên sâu lại không tìm thấy trường hợp đổi tên hợp pháp nào như vậy. Tên hợp pháp của Wayne vẫn là Marion Robert Morrison trong suốt đời ông.
Cha của Wayne, ông Clyde Leonard Morrison (1884–1937) là con trai của cựu binh Nội chiến Hoa Kỳ Marion Mitchell Morrison (1845–1915). Mẹ của Wayne, bà Mary "Molly" Alberta Brown (1885–1970) xuất thân từ quận Lancaster, Nebraska. Wayne có tổ tiên gốc Scotland, Anh và Ireland. Cụ cố của ông là Robert Morrison (sinh 1782) đã rời quận Antrim, Ireland cùng mẹ ông để chuyển đến New York vào năm 1799, sau cùng họ chọn định cư tại quận Adams, Ohio. Nhà Morrison vốn đến từ đảo Lewis ở Outer Hebrides, Scotland. Ông được nuôi lớn theo giáo hội trưởng lão.
Gia đình Wayne chuyển tới Palmdale, California và kế đến là Glendale tại số 404 Phố Isabel vào năm 1916, nơi cha ông làm dược sĩ. Ông theo học Trường trung học Glendale Union và có năng khiếu tốt ở cả thể thao lẫn học thuật. Wayne nằm trong thành phần đội tuyển bóng bầu dục của trường. Ông còn là Chủ tịch của Hội Latin và đóng góp vào cột báo thể thao của trường.
Một người lính cứu hỏa trực tại trạm nằm trên đường Wayne đến trường ở Glendale bắt đầu gọi ông là "Little Duke" (Tiểu Duke) bởi ông luôn đi sát cùng chú  chó sục Airedale tên Duke. Ông thích biệt danh "Duke" hơn là "Marion" nên đã chọn giữ biệt danh ấy. Wayne theo học Trường trung học Wilson ở Glendale. Khi còn là thiếu niên, ông đi làm tại cửa hàng bán kem cho một người đán móng ngựa của các xưởng phim Hollywood. Ông còn là một thành viên hoạt động năng nổ của tổ chức Order of DeMolay. Ông chơi bóng bầu dục cho đội bóng của Trường trung học Glendale - đội vô địch năm 1924.
Wayne đã nộp đơn vào Học viện Hải quân Hoa Kỳ song không được nhận. Thế nên ông đã chọn theo học Đại học Nam California (USC), chuyên ngành tiền luật. Ông là thành viên của hai hội sinh viên là Trojan Knights và Sigma Chi.:30 Wayne còn thi đấu cho đội bóng bầu dục USC dưới thời huấn luyện viên Howard Jones. Một chấn thương xương đòn đã chấm dứt sự nghiệp thể thao của ông; sau đó Wayne hồi tưởng lại rằng ông đã quá sợ hãi trước phản ứng của Jones nên không tiết lộ nguyên nhân thực sự đằng sau chấn thương của ông là tai nạn lướt ván. Do đó ông đánh mất học bổng thể thao và không có tiền, nên buộc phải rời trường đại học.

## Sự nghiệp

### Những tác phẩm và vai chính đầu tiên
Do ưu ái Jones vì ông này đã tặng những tấm vé xem USC thi đấu cho ngôi sao phim câm Viễn Tây Tom Mix, đạo diễn John Ford và Mix đã thuê Wayne làm quản lý đồ đạc sân khấu và đóng vai quần chúng. Sau này Wayne ghi nhận cách đi đứng, nói chuyện và con người ông là nhờ quen biết Wyatt Earp - một người bạn tốt của Tom Mix. Wayne sớm chuyển sang tương tác trực tiếp với các diễn viên chính và lập nên một tình bạn lâu năm với đạo diễn John Ford - người đem đến cho ông vai trò ấy. Thời gian đầu này, ông có một vai nhỏ nhưng không được ghi công - vai một bảo vệ trong bộ phim Bardelys the Magnificent công chiếu năm 1926. Wayne cũng xuất hiện cùng các đồng đội ở USC chơi bóng trong các phim Brown of Harvard (1926), The Dropkick (1927) và Salute (1929) và Maker of Men của Columbia (ghi hình năm 1930 và công chiếu năm 1931).
Trong lúc thực hiện những vai trò nhỏ cho Tập đoàn điện ảnh Fox, Wayne được đề tên trên màn ảnh là "Duke Morrison" chỉ một lần trong phim Words and Music (1929). Đạo diễn Raoul Walsh đã nhìn thấy ông khuân vác đồ đạc trong xưởng phim và giao cho ông vai diễn chính đầu tiên trong phim The Big Trail (1930). Lần này khi nhắc đến nghệ danh ghi trên màn ảnh, Walsh gợi ý cho nam diễn viên cái tên "Anthony Wayne", đặt theo tên vị tướng của cuộc chiến tranh Cách mạng "Mad" Anthony Wayne. Giám đốc Fox Studios Winfield Sheehan từ chối cái tên ấy vì nghe nó "mang quá nhiều chất Ý". Sau đấy Walsh đề xuất tên "John Wayne". Sheehan gật đầu và từ đấy cái tên này được chọn. Thậm chí Wayne còn không có mặt trong buổi thảo luận. Thù lao của ông là 105 đô la Mỹ một tuần.
The Big Trail là phim điện ảnh có kinh phí lớn đầu tiên được ghi hình ngoài trời trong kỷ nguyên phim có tiếng, được sản xuất với kinh phí "khủng" lúc bấy giờ là hơn 2 triệu đô la Mỹ, sử dụng hàng trăm diễn viên quần chúng và khung cảnh rộng lớn của Tây Nam Hoa Kỳ - vào thời điểm ấy vẫn còn thưa thớt người ở. Để tận dụng khung cảnh hùng vĩ, phim đã được ghi hình thành hai phiên bản: phiên bản 35 mm và bản 70mm mới, sử dụng sáng kiến một máy quay và ống kính. Nhiều khán giả xem phim theo phiên bản Grandeur đã đứng dậy và reo hò tán thưởng. Tuy nhiên, chỉ có một lượng nhỏ rạp chiếu được bố trí trang thiết bị chiếu phim trên màn ảnh rộng, và những nỗ lực của các nhà làm phim trở nên vô ích. Lúc bấy giờ phim đã gặp thất bại nặng nề ở phòng vé, nhưng dần về sau được giới phê bình hiện đại ca ngợi hết lời.

### Những bộ phim kế tiếp, gây đột phá và những năm chiến sự

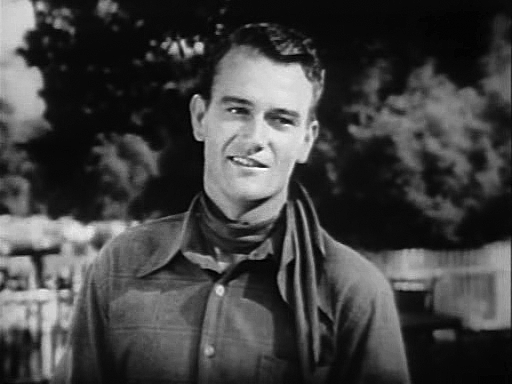
Wayne dưới cái tên "Singin' Sandy" Saunders trong Riders of Destiny (1933)

Sau khi The Big Trail thất bại về mặt thương mại, Wayne bị giáng xuống các vai nhỏ trong những bộ phim hạng A, chẳng hạn như vai một xác chết trong The Deceiver (1931) của Columbia. Ông tham gia dự án phim dài kỳ Ba người lính ngự lâm (1933), một bản cải biên cuốn tiểu thuyết của Alexandre Dumas, xoay quanh các nhân vật chính là những người lính trong Binh đoàn Lê dương Pháp ở chiến sự Bắc Phi lúc bấy giờ. Ông đóng vai chính và được đề tên cạnh tiêu đề ở nhiều phim Viễn Tây kinh phí thấp của xưởng phim hạng B Poverty Row, chủ yếu tại Monogram Pictures và các loạt phim dài kỳ của Mascot Pictures Corporation. Theo ước tính của cá nhân Wayne, ông đã đóng khoảng 80 vở "kịch ngựa" từ năm 1930 đến 1939. Trong Riders of Destiny (1933), ông trở thành một trong những cao bồi biết hát đầu tiên trên phim điện ảnh, dù chỉ là lồng tiếng. Wayne còn xuất hiện trong các phim Viễn Tây Three Mesquiteers, có nhan đề chơi chữ theo tiểu thuyết của Dumas. Ông được các diễn viên đóng thế hướng dẫn cách cưới ngựa và những kĩ năng khác của thể loại phim Viễn Tây. Diễn viên đóng thế Yakima Canutt và Wayne đã phát triển các kĩ thuật đấm đá và đóng thế trên màn ảnh - chúng vẫn hữu dụng cho đến ngày nay. Một trong những phát kiến chính có công của Wayne nằm ở những bộ phim Viễn Tây đầu tiên của Poverty Row, cho phép người tốt chiến đấu giống người xấu một cách thuyết phục, chứ không phải luôn luôn đánh đẹp. Wayne khẳng định: "Trước khi tôi dấn thân vào [dòng phim Viễn Tây], đã có một tiêu chuẩn rằng người hùng luôn phải đánh đẹp. Phản diện được phép đánh vào đấu người hùng bằng ghế, ném đèn dấu vào hoặc đá vào bụng anh ta, nhưng người hùng chỉ được phép hạ phản diện một cách lịch thiệp rồi đợi đến khi y đứng dậy. Tôi đã thay đổi tất cả những điều ấy. Tôi quăng ghế và đèn. Tôi đánh mạnh và đánh bẩn. Tôi đánh nhau để chiến thắng."
Vai diễn đột phá thứ hai của Wayne nằm ở bộ phim Stagecoach (1939) của John Ford. Do Wayne chỉ là diễn viên đóng phim hạng B và doanh số không khả quan của các phim Viễn Tây kinh phí thấp trong thập niên 1930, Ford đã gặp khó trong việc tìm nguồn tài trợ để làm phim có kinh phí hạng A. Sau khi bị tất cả các hãng phim lớn từ chối, Ford đã đồng ý thỏa thuận với nhà sản xuất phim độc lập Walter Wanger để Claire Trevor—một ngôi sao điện ảnh lớn lúc bấy giờ—được đưa lên đầu danh sách diễn viên. Stagecoach đã gặt hái thành công lớn cả về doanh thu lẫn chuyên môn, biến Wayne trở thành ngôi sao quần chúng. Bạn diễn Louise Platt đã ghi công Ford là người nói rằng Wayne sẽ trở thành ngôi sao lớn nhất từ trước đến nay bởi sức lôi cuốn của anh ấy là hình mẫu "bình dân".
Việc Mỹ can dự vào Thế chiến II là nguyên nhân cho sự ủng hộ chiến tranh đông đảo từ mọi tầng lớp trong xã hội, và Hollywood cũng không phải ngoại lệ. Wayne được miễn nghĩa vụ do tuổi tác (34 tuổi ở thời điểm diễn ra Trận Trân Châu Cảng) và tình trạng gia đình (được phân loại 3-A, tức gia đình hoãn quân dịch). Wayne liên tục viết thư gửi cho John Ford nói rằng ông muốn nhập ngũ, một dịp nọ ông hỏi thăm xem liệu mình có thể tham gia đơn vị quân đội của Ford không. Wayne không có ngăn quân đội tái phân loại ông là 1-A (đủ điều kiện nhập ngũ), nhưng hãng Republic Studios cương quyết không để mất ông vì ông là diễn viên hạng A duy nhất của họ còn thời hạn hợp đồng. Herbert J. Yates (chủ tịch của Republic) đe dọa sẽ kiện Wayne nếu ông hủy hợp đồng, còn Republic Pictures can thiệp vào quá trình Tuyển quân phục dịch, yêu cầu cho Wayne hoãn quân dịch thêm.
Những hồ sơ của Cơ quan lưu trữ quốc gia Hoa Kỳ ghi lại rằng thực tế là Wayne đã nộp đơn để ứng tuyển vào Cơ quan Tình báo chiến lược (OSS), tức tiền thân của CIA ngày nay, và lá đơn được đồn phiên chế của Quân đội tiếp nhận để chuyển cho OSS. Sĩ quan chỉ huy của OSS là William J. Donovan đã viết cho Wayne một bức thư thông báo rằng ông đã được nhận vào Đơn vị Chụp ảnh Hiện trường, song bức thư lại đến nhà người vợ Josephine đã ly thân. Cô chưa bao giờ kể về bức thư cho Wayne. Wayne đã đi khắp các căn cứ và bệnh viện của Mỹ ở Nam Thái Bình Dương trong 3 tháng vào các năm 1943 và 1944, cùng USO. Trong chuyến đi này, ông thi hành yêu cầu từ Donovan để đánh giá xem liệu Tướng Douglas MacArthur (chỉ huy của Khu vực Tây Nam Thái Bình Dương hay đội ngũ của ông này có đang cản trở công việc của OSS không.:88 Sau đó Donovan đã cấp cho Wayne một Chứng chỉ phục dịch OSS nhằm tưởng nhớ đóng góp của Wayne cho nhiệm vụ của OSS.:88 Theo nhiều người kể lại, việc không thể phục dịch trong quân đội sau này đã trở thành nỗi đau lớn nhất đời Wayne. Góa phụ của ông sau này kể rằng lòng yêu nước của ông trong nhiều thập kỷ sau xuất phát từ tội lỗi: "Anh ấy sẽ trở thành 'người siêu yêu nước' trong suốt phần đời còn lại để cố chuộc tội ở quê nhà."

### Thập niên 1950
Ông mất vai chính Jimmy Ringo trong phim The Gunfighter (1950) vào tay Gregory Peck do từ chối làm việc cho Columbia Pictures bởi giám đốc của hãng phim là Harry Cohn từng đối xử tệ bạc với ông nhiều năm trước, khi ông còn là một diễn viên trẻ. Cohn đã bỏ tiền mua dự án cho Wayne, nhưng mối thù của Wayne quá sâu đậm, làm Cohn phải bán kịch bản cho hãng phim Twentieth Century Fox, rồi Peck đã được giao vai diễn mà Wayne dù rất muốn nhưng từ chối làm việc cho Cohn.
Waynes đã đồng sáng lập công ty sản xuất phim Batjac vào năm 1952, được đặt tên theo công ty vận tải hư cấu Batjak trong phim Wake of the Red Witch (1948) - tác phẩm chuyển thể từ tiểu thuyết của Garland Roark. Batjac (và tiền thân của hãng là Wayne-Fellows Productions) là cánh tay giúp Wayne tự sản xuất nhiều bộ phim cho bản thân ông và các ngôi sao khác. Tác phẩm nổi tiếng nhất không có Wayne đóng là Seven Men From Now (1956) - khởi đầu của sự hợp tác kinh điển giữa đạo diễn Budd Boetticher và ngôi sao Randolph Scott, và Gun the Man Down (1956) với diễn viên hợp đồng James Arness vào vai một kẻ ngoài vòng pháp luật.
Một trong những vai diễn nổi tiếng nhất của Wayne là trong phim The High and the Mighty (1954), do William Wellman làm đạo diễn, dựa trên tiểu thuyết của Ernest K. Gann. Vai diễn phi công thứ hai anh hùng của ông đã được đông đảo khán giả tán dương. Wayne còn hóa thân làm phi công trong các phim Flying Tigers (1942), Flying Leathernecks (1951), Island in the Sky (1953), The Wings of Eagles (1957) và Jet Pilot (1957).
Ông xuất hiện trong gần 24 bộ phim của John Ford trong hơn 20 năm như She Wore a Yellow Ribbon (1949), The Quiet Man (1952), The Wings of Eagles (1957). Bộ phim đầu tiên mà Wayne gọi người khác là "Pilgrim" - phim The Searchers (1956) của Ford, thường được xem là sở hữu màn thể hiện xuất sắc và phức tạp nhất của Wayne.

### Thập niên 1960

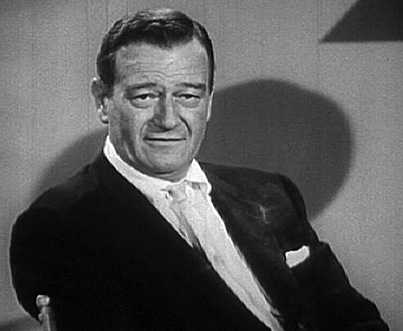
Wayne trong phim The Challenge of Ideas (1961).

Năm 1960, Wayne đạo diễn và sản xuất phim The Alamo. Ông đã được đề cử giải Oscar cho phim hay nhất với tư cách nhà sản xuất. Năm ấy Wayne còn đóng trong phim North to Alaska của Henry Hathaway. Năm 1961, Wayne thủ vai trong The Comancheros của Michael Curtiz. Ngày 23 tháng 5 năm 1962, Wayne diên xuất trong The Man Who Shot Liberty Valance của John Ford cùng James Stewart. Ngày 29 tháng 5 năm, phim Hatari! của Howard Hawks mà Wayne đóng chính được công chiếu. Ngày 4 tháng 10, phim The Longest Day bắt đầu chiếu rạp, với sự tham gia của Wayne trong dàn diễn viên chính. Ngày 20 tháng 2 năm 1963, Wayne đóng trong một trong những cảnh nhỏ của phim How the West Was Won. Ngày 12 tháng 6, Wayne thủ vai chính trong bộ phim cuối của ông với John Ford là Donovan's Reef. Ngày 13 tháng 11 năm, một tác phẩm nữa có sự góp mặt của Wayne là McLintock! của Andrew V. McLaglen được công chiếu. Năm 1964, Wayne đóng trong phim Circus World của Henry Hathaway.
Năm 1968, Wayne đồng đạo diễn cùng Ray Kellogg phim The Green Berets. Đây là dự án phim lớn duy nhất được sản xuất trong thời chiến tranh Việt Nam nhằm ủng hộ cuộc chiến. Wayne muốn làm bộ phim này vì lúc bấy giờ Hollywood ít hứng thú làm phim về chiến tranh Việt Nam. Trong lúc ghi hình phim The Green Berets, người Rang Đê hoặc người Thượng ở Tây Nguyên Việt Nam - những người chiến đấu quyết liệt chống cộng sản - đã tặng cho Wayne một chiếc vòng tay bằng đồng, được ông đeo trong bộ phim và tất cả các phim sau này. Cùng năm ấy, Wayne đóng trong phim Hellfighters của Andrew V. McLaglen.
Ngày 13 tháng 6 năm 1969, phim True Grit của Henry Hathaway đã khởi chiếu. Với vai diễn trong phim, Wayne đã đoạt giải nam diễn viên chính xuất sắc nhất tại giải Oscar. Tháng 11 năm ấy, một bộ phim nữa mà Wayne đóng đã được phát hành là The Undefeated của Andrew V. McLaglen.

### Thập niên 1970: cuối sự nghiệp
Ngày 26 tháng 4 năm 1970, CBS đã phát hành một chương trình truyền hình đặc biệt là Raquel! do David Winters làm đạo diễn và mời Wayne làm khách mời. Chương trình có sự góp mặt Raquel Welch và các vị khách mời như Tom Jones và Bob Hope.  Ngày 24 tháng 6, phim Chisum của Andrew V. McLaglen bắt đầu chiếu tại các rạp. Wayne vào vai chủ một trang trại chăn nuôi gia súc phát hiện ra một doanh nhân đang tìm cách chiếm đất lân cận bất hợp pháp. Ngày 16 tháng 9, phim Rio Lobo của Howard Hawks đã được khởi chiếu. Wayne thủ vai Đại tá Cord McNally chạm trán với nhóm lính đánh cắp một chuyến hàng chở vàng ở cuối cuộc nội chiến. Tháng 6 năm 1971, Big Jake của George Sherman được công chiếu. Trong phim Wayne hóa thân vào vai người cha ghẻ lạnh truy dấu vết của băng đảng bắt cóc cháu trai mình.
Năm 1976, Wayne tham gia phim The Shootist của Don Siegel. Đây là vai diễn điện ảnh cuối cùng của Wayne, lần này ông vào vai chính J. B. Books đang hấp hối vì căn bệnh ung thư—thứ mà chính Wayne phải chống chọi ngoài đời sau đó 3 năm. Phim có nhiều điểm tương đồng về mặt cốt truyện với The Gunfighter gần 30 năm về trước - bộ phim mà Wayne từng muốn tham gia nhưng đã từ chối. Sau khi ra rạp, tác phẩm thu về 13.406.138 đô la Mỹ doanh thu nội địa. Tác phẩm kiếm được $6 triệu đô la Mỹ nhờ cho thuê rạp chiếu. Phim được chọn là một trong 10 phim điện ảnh hay nhất của năm 1976 bởi Hiệp hội đánh giá phim quốc gia. Nhà phê bình điện ảnh Roger Ebert của tờ Chicago Sun-Times đã liệt The Shootist ở hạng 10 trong danh sách 10 phim hay nhất năm 1976 của ông. Bộ phim đã giành được một đề cử Oscar, a giải Quả cầu vàng, giải BAFTA và một giải của Nghiệp đoàn biên kịch Mỹ. Tác phẩm hiện có 86% điểm "tươi" trên website tổng hợp đánh giá Rotten Tomatoes, dựa trên 22 bài nhận xét. Bộ phim còn được Viện phim Mỹ đề cử là một trong những phim Viễn Tây hay nhất vào năm 2008.

## Qua đời
Mặc dù đã đăng ký tham gia một nghiên cứu vắc-xin ung thư nhằm đấu tranh với căn bệnh này, song Wayne vẫn từ trần vì ung thư dạ dày vào ngày 11 tháng 6 năm 1979 tại Trung tâm Y học UCLA. Ông được chôn cất tại Nghĩa trang Công viên tưởng niệm Pacific View ở Corona del Mar, Newport Beach. Theo lời người con trai Patrick và cháu trai Matthew Muñoz - một linh mục tại Giáo phận Orange ở California, Wayne đã cải đạo sang Công giáo ngay trước khi ông qua đời. Ông đề xuất ghi trên bia mộ của mình dòng chữ "Feo, Fuerte y Formal" - một văn bia bằng tiếng Tây Ban Nha mà Wayne miêu tả nghĩa là "xấu xí, mạnh mẽ và trang nghiêm". Sau khi không được đánh dấu trong gần 20 năm, mộ của ông đã được đánh dấu kể từ năm 1999 với lời trích dẫn:
Ngày mai là ngày quan trọng trong cuộc đời. Hãy đến với chúng tôi thật trong sạch vào lúc nửa đêm. Ngày ấy hoàn hảo khi nó tới và nằm trong tay chúng ta. Ngày ấy hi vọng rằng chúng ta học được điều gì đó từ ngày hôm qua.

## Quan điểm chính trị

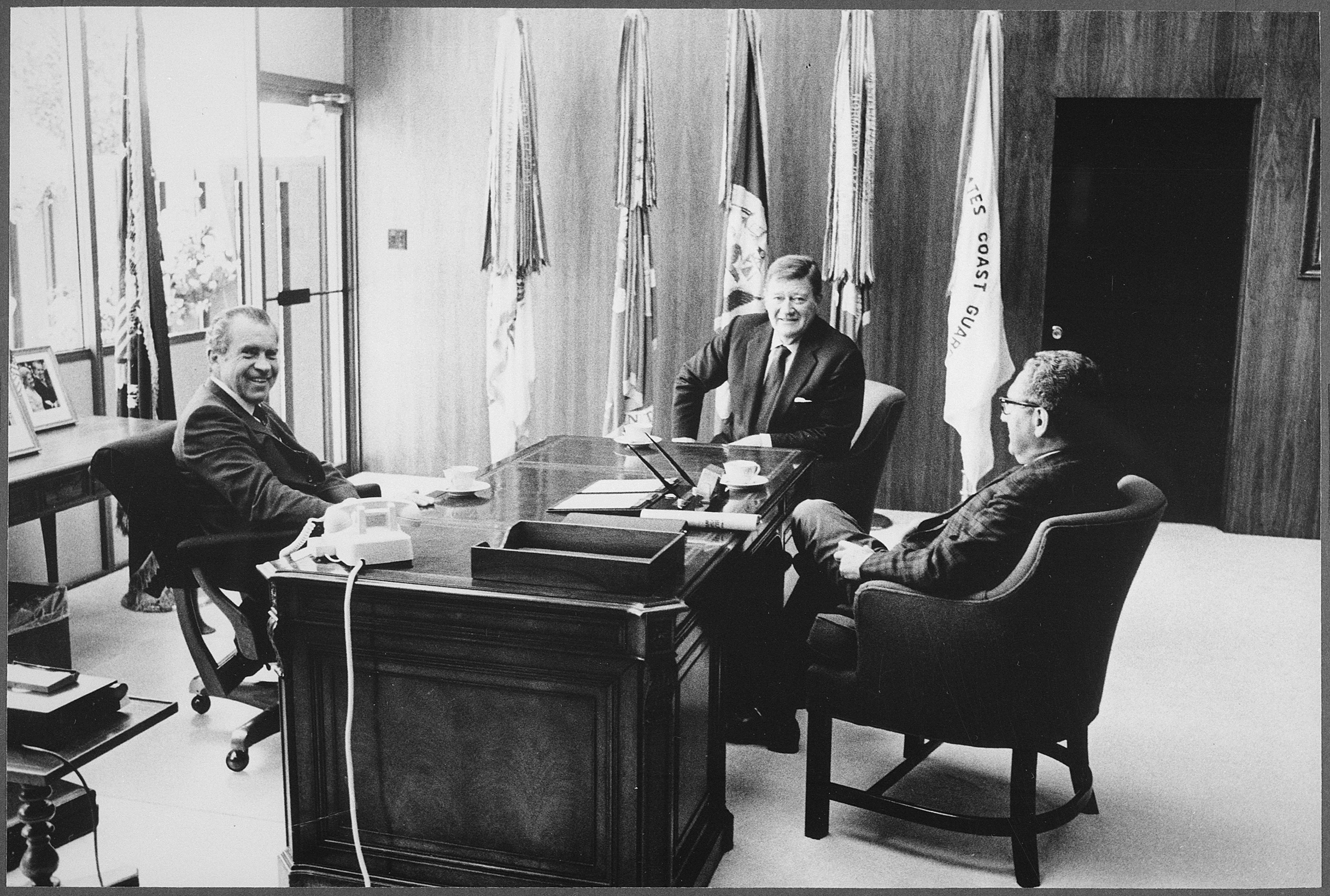
Wayne gặp gỡ Tổng thống Richard Nixon và Henry Kissinger ở San Clemente, California, tháng 7 năm 1972

Trong gần như cả cuộc đời, Wayne là một đảng viên Cộng hòa bảo thủ có tiếng ở Hollywood, ủng hộ các quan điểm chống cộng sản. Tuy nhiên, ông lại bỏ phiếu bầu cho Tổng thổng của Đảng Dân chủ Franklin D. Roosevelt trong cuộc bầu cử tổng thống năm 1936 và thể hiện sự ngưỡng mộ với người kế nhiệm của Roosevelt, Tổng thống Đảng Dân chủ Harry S. Truman. Ông tham gia sáng lập tổ chức Liên minh Điện ảnh để Bảo tồn các Lý tưởng Mỹ vào tháng 2 năm 1944 và được bầu làm chủ tịch của tổ chức này vào năm 1949. Là một người nhiệt tình chống cộng và người phát ngôn ủng hộ Ủy ban Hạ viện Kiểm tra Hành động chống Hoa Kỳ (HUAC), ông đã tự làm ra bộ phim Big Jim McLain (1952) với tư cách thanh tra của HUAC nhằm thể hiện ủng hộ với sự nghiệp chống cộng. Quan điểm cá nhân của ông là chủ động thực thi chinh sách "Danh sách đen", từ chối việc làm và hủy hoại sự nghiệp của nhiều diễn viên và nhà văn từng thể hiện những đức tin chính trị cá nhân trong đời họ. Nhà lãnh đạo Liên Xô Iosif Vissarionovich Stalin được cho đã nói rằng Wayne nên bị ám sát vì thường xuyên tán thành ra mặt chống cộng, dù cho ông là người hâm mộ các bộ phim của Wayne. Wayne còn là người ủng hộ Thượng nghị sĩ Joseph McCarthy.
Wayne đã ủng hộ Phó tổng thống Richard Nixon trong cuộc bầu cử tổng thống năm 1960, song thể hiện lòng yêu nước khi John F. Kennedy đắc cử: "Tôi không bầu cho ông ấy nhưng ông ta lại là tổng thống của tôi, và tôi hi vọng ông ta làm tốt." Ông đã sử dụng quyền lực của ngôi sao điện ảnh để ủng hộ các sự nghiệp bảo thủ, trong đó có tập hợp sự ủng hộ chiến tranh Việt Nam bằng cách sản xuất, đồng đạo diễn và đóng chính trong bộ phim thành công về mặt doanh thu The Green Berets (1968). Năm 1960, ông gia nhập Hội John Birch chống cộng nhưng đã ly khai sau khi tổ chức này cáo buộc vụ việc nhuộm fluoride vào nước là một âm mưu của cộng sản.
Với vị thế là ngôi sao Đảng Cộng hòa nổi tiếng nhất ở Hollywood, những người ủng hộ Đảng Cộng hòa giàu có ở Texas đã mời Wayne tranh cử chức vụ quốc gia vào năm 1968, giống như người bạn và đồng nghiệp của ông - Thượng nghị sĩ George Murphy. Ông từ chối và đùa rằng ông không tin công chúng sẽ cân nhắc chọn một diễn viên vào trong Nhà Trắng. Thay vào đấy, ông ủng hộ các chiến dịch tranh cử của người bạn Ronald Reagan cho vị trí Thống đốc California vào năm 1966 và 1970. Ông được mời làm ứng cử viên liên danh cùng Thống đốc Alabama George Wallace của Đảng Dân chủ vào năm 1968, song ngay lập tức từ chối lời mời và tích cực vận động cho Richard Nixon; Wayne là người phát biểu tại Đại hội Toàn quốc Đảng Cộng hòa 1968 vào ngày khai mạc.

## Đời tư

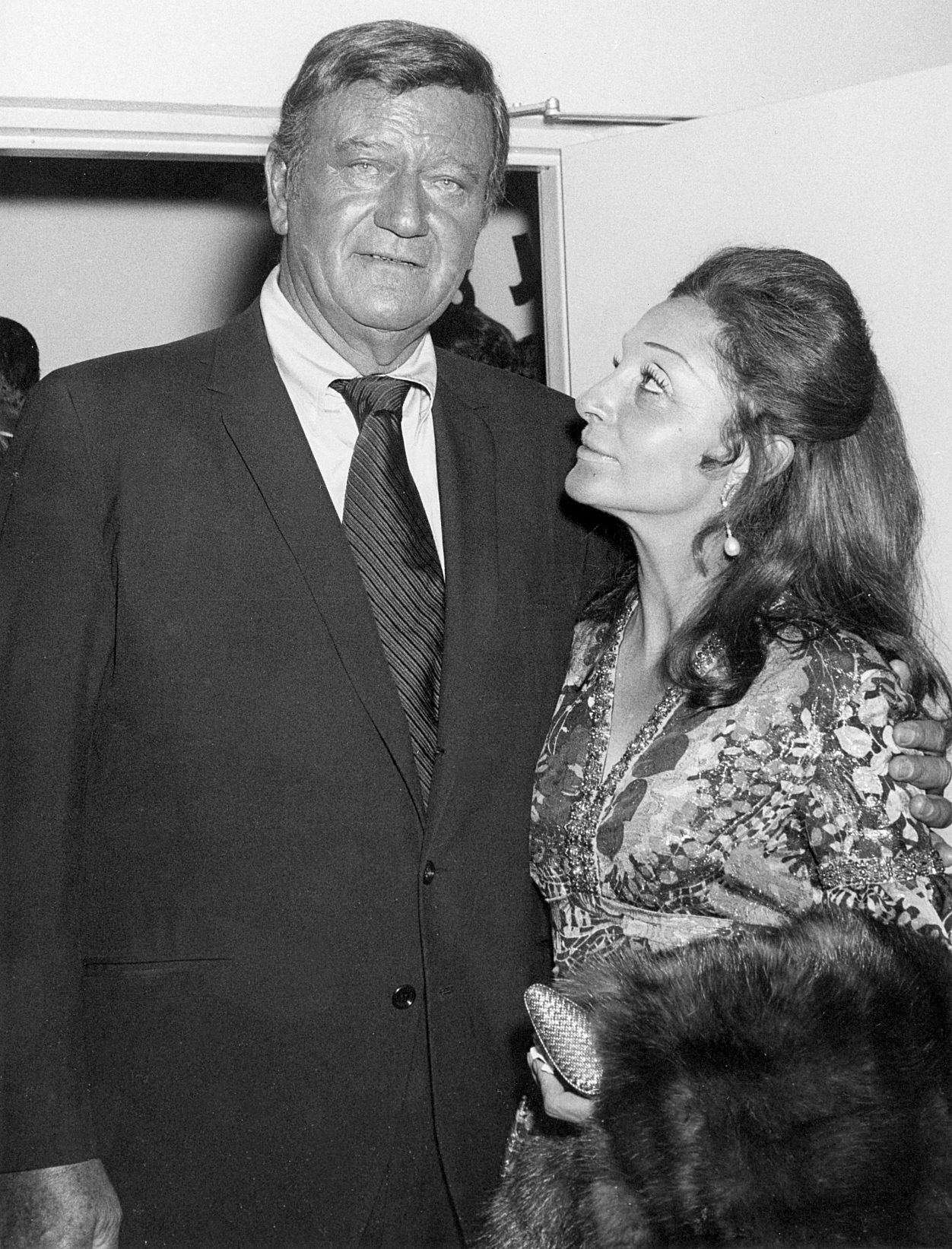
Wayne bên cạnh người vợ thứ ba Pilar Pallete tại Nông trại Knott's Berry vào năm 1971.

Wayne đã kết hôn tới 3 lần và ly dị hai lần. Ba người vợ của ông thì có một người Mỹ gốc Tây Ban Nha tên là Josephine Alicia Saenz, hai người còn lại xuất thân từ Mỹ Latinh là Esperanza Baur và Pilar Pallete. Ông có 4 con cùng Josephine: Michael Wayne (23 tháng 11 năm 1934 – 2 tháng 4 năm 2003), Mary Antonia "Toni" Wayne LaCava (25 tháng 2 năm 1936 – 6 tháng 12 năm 2000), Patrick Wayne (sinh ngày 15 tháng 7 năm 1939) và Melinda Wayne Munoz (sinh ngày 3 tháng 12 năm 1940). Ông còn có thêm ba con nữa cùng Pilar: Aissa Wayne (sinh ngày 31 tháng 3 năm 1956), John Ethan Wayne (sinh ngày 22 tháng 2 năm 1962) và Marisa Wayne (sinh ngày 22 tháng 2 năm 1966).
Pilar là một người đam mê chơi môn quần vợt. Năm 1973, cô khuyến khích chồng xây dựng Câu lạc bộ quần vợt John Wayne ở Newport Beach, CA. Năm 1995, câu lạc bộ bị bán cho Ken Stuart (cựu tổng giám đốc) và trở thành Câu lạc bộ quần vợt Palisades. Nhiều đứa con của Wayne đã bước chân vào ngành công nghiệp điện ảnh và truyền hình. Son Ethan được đề tên là John Ethan Wayne trong một vài bộ phim và đóng một trong những vai chính trong bản cập nhật thập niên 1990 của bộ phim truyền hình Adam-12. Cháu gái Jennifer Wayne (con gái của Aissa) là một thành viên của nhóm nhạc đồng quê Runaway June.
Vụ ly hôn ồn ào nhất của ông là với cựu nữ diễn viên người Mexico Esperanza Baur. Cô tin rằng Wayne và bạn diễn Gail Russell đang ngoại tình, nhưng cả Wayne và Russell đều phủ nhận cáo buộc trên. Cái đêm mà bộ phim Angel and the Badman (1947) đóng máy, thông thường có một bữa tiệc dành cho dàn diễn viên và đoàn làm phim, nên Wayne về nhà rất trễ. Lúc ông đặt chân về nhà thì Esperanza đang trong cơn say và cố bắn ông khi ông bước qua cửa trước.
Wayne có nhiều quan hệ tình ái nổi bật, trong đó có mối tình với Merle Oberon kéo dài từ 1938 đến 1947. Sau khi chia tay Pilar, năm 1973, Wayne có quan hệ tình cảm và sống chung với người thư ký cũ Pat Stacy (1941–1995) cho đến khi ông qua đời vào năm 1979. Cô đã xuất bản một tựa sách nói về cuộc đời cô gắn bó với ông vào năm 1983, đặt nhan đề là Duke: A Love Story.
Tóc của Wayne bắt đầu thưa đi vào thập kỷ 1940, rồi ông bắt đầu đi đội chùm tóc giả vào cuối thập niên ấy. Đôi khi ông hiện diện trước công chúng mà không đội tóc giả (chẳng hạn như ở tang lễ của Gary Cooper theo tạp chí Life). Trong lần xuất hiện tại Đại học Harvard, Wayne được một sinh viên hỏi thế này "Chùm tóc trên đầu ông có phải làm từ tóc dê không?" thì ông đáp: "Ồ, thưa cậu, đó là tóc thật đấy. Không phải của tôi, nhưng là hàng thật nhé."
Một người bạn thân của Wayne là Nghị sĩ California Alphonzo E. Bell Jr. viết về ông như sau: "Tính cách và khiếu hài hước của Duke rất gần gũi với những gì công chúng thấy trên màn ảnh rộng. Có lẽ điều ấy thể hiện rõ nhất qua những câu từ mà ông đã khắc lên một tấm bia: 'Mỗi chúng ta là sự tổng hòa của một vài phẩm chất tốt và một vài phẩm chất chưa tốt. Khi để ý đến đồng loại, điều quan trọng là nhớ tới cái tốt ... Chúng ta nên tránh phán xét chỉ vì một người tình cờ là một tên khốn đê tiện và đồi bại.'"
Michael Munn (cây viết tiểu sử về Wayne) đã ghi lại thói quen uống rượu của Wayne. Theo hồi ký Cut to the Chase của Sam O'Steen, các giám đốc xưởng phim biết phải ghi hình các cảnh của Wayne trước buổi trưa, bởi vì đến buổi trưa ông đã là "một gã say xỉn xấu tính". Ông nghiện thuốc lá từ thời niên thiếu và được chẩn đoán ung thư phổi vào năm 1964. Ông trải qua ca phẫu thuật cắt bỏ toàn bộ lá phổi trái  và 4 cái xương sườn thành công. Bất chấp được các đối tác kinh doanh cố ngắn cản công khai căn bệnh vì lo sợ ông sẽ mất việc, Wayne đã thông báo rằng ông mắc ung thu và kêu gọi công chúng đi khám để phòng ngừa. 5 năm sau, Wayne lại được tuyên bố đã chữa khỏi ung thư. Wayne được ghi nhận là người nghĩ ra thuật ngữ "The Big C" như một lối nói trại về ung thư.

## Dấu ấn

### Giải thưởng, kỷ niệm và dấu mốc

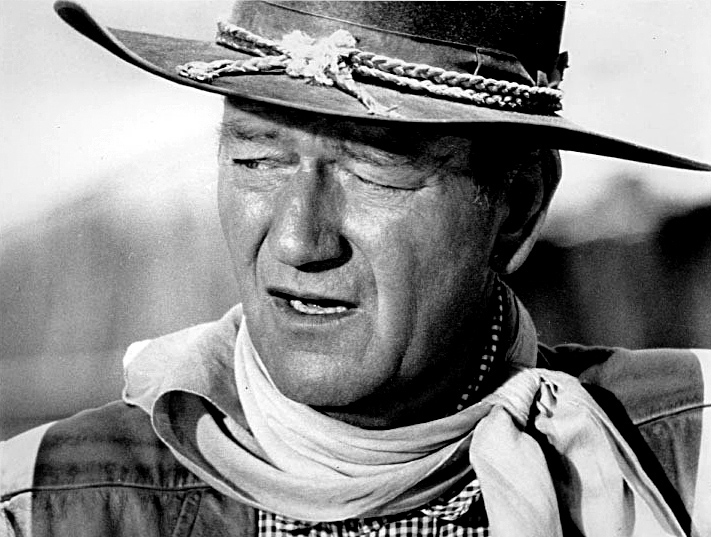
Ảnh chụp Wayne từ phim The Comancheros (1961)

Danh vọng trường tồn của Wayne – một biểu tượng của Mỹ đã chính thức được chính phủ Hoa Kỳ công nhận dưới hai tước hiệu công dân cao quý nhất. Nhân dịp sinh nhật tuổi 72 của ông vào ngày 26 tháng 5 năm 1979, Wayne đã được trao Huy chương vàng Quốc hội. Những nhân vật của Hollywood và các lãnh đạo từ mọi phe cánh chỉnh trị của Mỹ như Maureen O'Hara, Elizabeth Taylor, Frank Sinatra, Mike Frankovich, Katharine Hepburn, Tướng quân Omar Bradley và Phu nhân, Gregory Peck, Robert Stack, James Arness và Kirk Douglas đều đứng ra làm chứng trước Quốc hội để ủng hộ giải thưởng. Robert Aldrich (chủ tịch của Nghiệp đoàn đạo diễn Mỹ) có một bài phát biểu đáng chú ý như sau:
Điều quan trọng là các bạn phải biết rằng tôi là một thành viên đã vào Đảng Dân chủ và theo hiểu biết của tôi, không có quan điểm chính trị nào [của tôi] được Duke tán thành. Tuy nhiên, bất kể anh ấy có ốm yếu hay khỏe mạnh, John Wayne vượt xa cả những chuẩn mực chính trị thông thường trong cộng đồng này. Bởi lòng dùng cảm, phẩm hạnh, chính trực của anh, tài năng làm diễn viên, sức mạnh lãnh đạo, hơi ấm tình người trong suốt sự nghiệp lẫy lừng của mình, anh có quyền nắm giữ một vị trí độc nhất trong trái tim và trí óc của chúng ta. Trong ngành công nghiệp này, chúng ta thường phán xét người ta, đôi khi một cách không công bằng khi hỏi họ đã làm việc chăm chỉ chưa. John Wayne đã hoạt động bền bỉ từ năm này qua năm khác, và tôi tự hào khi xem anh ấy như một người bạn và cực kỳ tán thành chính phủ của mình ghi nhận cống hiến của một danh nhân quan trọng như Ngài Wayne.

Wayne được truy tặng Huân chương Tự do Tổng thống bởi Tổng thống Jimmy Carter vào ngày 9 tháng 6 năm 1980. Ông từng tham dự lễ nhậm chức Tổng thống của Carter vào năm 1977 dưới tư cách "thành viên của phe đối lập trung thành", theo như ông miêu tả. Năm 1998, ông nhận Giải di sản Hải quân từ Quỹ tưởng niệm Hải quân Hoa Kỳ do đã ủng hộ Hải quân và quân đội trong sự nghiệp điện ảnh của mình. Năm 1999, Viện phim Mỹ (AFI) tuyên dương Wayne ở vị trí số 13 trong những nam huyền thoại chiếu bóng vĩ đại nhất của nền điện ảnh Hollywood hoàng kim.
– Nhà sử học điện ảnh Andrew Sarris miêu tả về Wayne (1979)
Nhiều địa điểm công cộng đã được đặt tên theo Wayne để tôn vinh ông, chẳng hạn như Sân bay John Wayne ở Quận Cam, California (nơi đặt bức tượng đồng cao 9 foot (2,7 m) hình chân dung ông ngay lối vào); Bến đậu John Wayne (trên mảnh đất mà Wayne để lại, nằm gần Sequim, Washington); Trường tiểu học John Wayne (P.S. 380) ở Brooklyn, New York (nơi đây tự hào vì có một ủy ban vẽ tranh khảm trên tường cao 38 foot (12 m) của nghệ sĩ New York Knox Martin, mang tên "John Wayne và biên giới Hoa Kỳ"); và một con đường dài hơn 100 dặm (160 km) có tên "Đường mòn tiên phong John Wayne" tại Công viên tiểu bang Iron Horse của Washington. Một bực tượng đồng lớn hơn cả kích cõ người thật của Wayne cưỡi trên một con ngựa đã được đặt ở góc Đại lộ La Cienega và Đại lộ Wilshire tại Beverly Hills, California, nằm tại văn phòng cũ của Great Western Savings and Loan Corporation – công ty mà Wayne từng đi đóng quảng cáo. Trong thành phố Maricopa, Arizona, một phần Đường 347 bang Arizona được đặt tên là Đại lộ John Wayne, chạy cắt qua trung tâm thành phố.
Năm 2006, bạn bè của Wayne và Louis Johnson (đối tác kinh doanh cũ của ông ở Arizona) đã tổ chức sự kiện "Louie and the Duke Classics" nhằm gây quỹ cho Quỹ ung thư John Wayne và Hiệp hội ung thư Mỹ. Sự kiện kéo dài dịp cuối tuần mỗi mùa thu tại Casa Grande, Arizona, bao gồm một giải đánh golf, một buổi đấu giá các kỷ vật của John Wayne và một giải team roping.

### Biểu tượng nước Mỹ

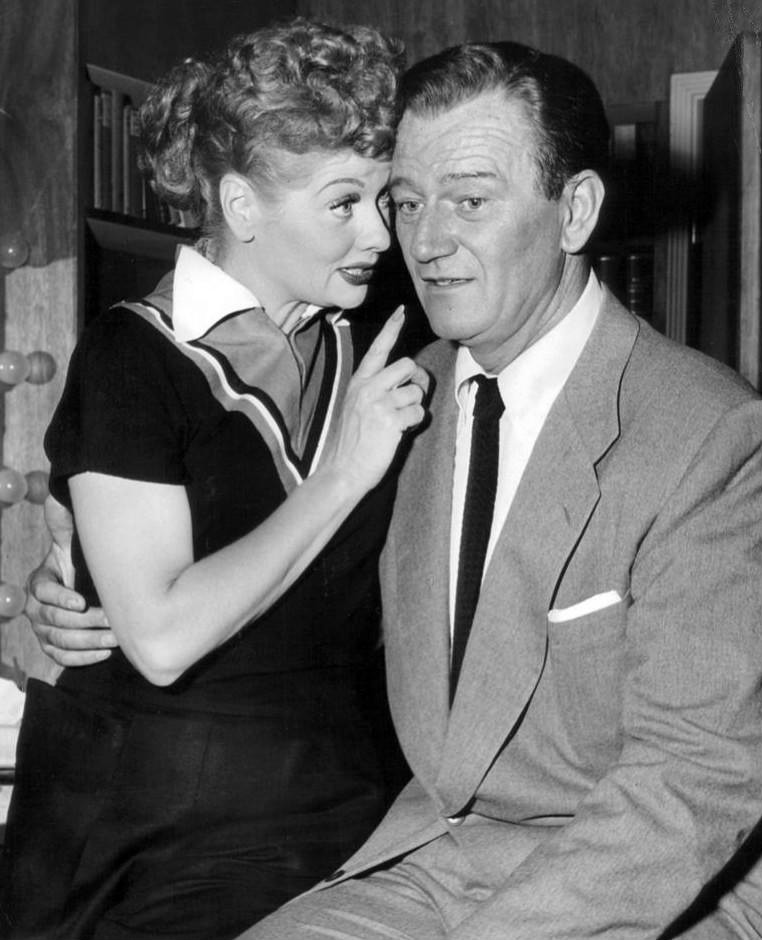
Wayne cùng với Lucille Ball trong phim I Love Lucy năm 1955.

Wayne đã vượt xa cả sự ghi nhận thông thường dành cho một diễn viên nổi tiếng để tiến tới mức biểu tượng trường tồn, một hình tượng truyền đạt những giá trị và lý tưởng của nước Mỹ. Nhờ sử dụng sức mạnh giao tiếp thông qua phim câm và đài phát thanh, Wayne đã góp phần tạo ra nền văn hóa quốc gia từ những nơi bị xem thường ở Hoa Kỳ và hiện thực hóa hình mẫu anh hùng dân tộc. Cho đến giữa sự nghiệp, Wayne đã phát triển hình ảnh lớn hơn cả đời thực, và khi sự nghiệp của ông tiến bước, ông đã lựa chọn những vai diễn không làm tổn hại đến hình tượng ngoài màn ảnh của mình. Wayne thể hiện biểu tượng nam tính và chủ nghĩa cá nhân mạnh mẽ của người Mỹ trong cả phim ảnh lẫn ngoài đời. Tại một bữa tiệc vào năm 1957, Wayne đối mặt với nam diễn viên Kirk Douglas để nói về quyết định thủ vai Vincent van Gogh của người đồng nghiệp trong phim Lust for Life: "Chúa ơi, Kirk, sao anh có thể đóng kiểu vai như vậy? Những người như chúng ta không còn nhiều nữa. Chúng ta phải vào vai những nhân vật mạnh mẽ, bất khuất. Chứ không phải những kẻ đồng tính yếu đuối như thế này." Tuy nhiên, nam diễn viên Marlon Brando đặc biệt chỉ trích cá tính của Wayne trước công chúng và cả sự vô cảm về văn hóa của các nhân vật trong con người Wayne, Brando tranh luận trên The Dick Cavett Show thế này: "Chúng ta [những người Mỹ] có lẽ thích nhìn bản thân mình giống như  John Wayne nhìn chúng ta. Rằng chúng ta là đất nước đại diện cho tự do, lẽ phải và công lý," rồi nói thêm "chỉ đơn giản là không áp đặt như vậy được."
Cách mà Wayne vươn lên thành anh hùng thuần túy cho phim ảnh thời chiến bắt đầu định hình từ 4 năm sau Thế chiến II, khi phim Sands of Iwo Jima (1949) được công chiếu. Những dấu chân của ông tại rạp chiếu phim Trung Quốc của Grauman ở Hollywood được in lại bằng bê tông có chứa cát từ Iwo Jima. Danh tiếng của ông trở nên vang dội và biến thành huyền thoại khi Nhật hoàng Hirohito ghé thăm Hoa Kỳ vào năm 1975, vị hoàng đế đã đề nghị gặp John Wayne – biểu tượng đại diện cho kẻ thù cũ của đất nước ông. Tương tự khi lãnh đạo Xô Viết Nikita Khrushchev ghé thăm Hoa Kỳ vào năm 1959, ông chỉ đặt ra hai yêu cầu: ghé thăm Disneyland và gặp Wayne.
Trong cuộc bầu chọn 10 ngôi sao phim Viễn Tây kiếm tiền nhiều nhất của Motion Picture Herald, Wayne có mặt trong danh sách vào các năm 1936 và 1939. Ông có tên trong cuộc bầu chọn tương tự của Box Office vào các năm 1939 và 1940. Trong khi hai cuộc bầu chọn kể trên chỉ thể hiện độ nổi tiếng của loạt minh tinh, Wayne còn có mặt trong Top 10 nhân vật kiếm tiền nhiều nhất trong tất cả các bộ phim từ năm 1949 đến 1957 và từ 1958 đến 1974 (chiếm vị trí số một vào các năm 1950, 1951, 1954 và 1971). Với tổng cộng 25 năm có tên trong danh sách, Wayne có nhiều lần góp mặt hơn bất kì minh tinh nào, xếp trên cả Clint Eastwood (21) đứng ở vị trí thứ hai. Wayne là diễn viên duy nhất có mặt trong mọi số danh sách thường niên "Những nam diễn viên chiếu bóng nổi tiếng nhất" của Harris Poll và là người duy nhất xuất hiện trong danh sách sau khi mất. Wayne đứng trong top 10 của cuộc bầu chọn này trong 19 năm liên tiếp, bắt đầu vào năm 1994, tức 15 năm sau khi ông mất.